# Nelson (Vorname)
Nelson ist ein männlicher Vorname, der häufig im portugiesischen Sprachraum vorkommt.

## Herkunft und Bedeutung
Der Vorname Nelson wurde von dem gleichlautenden, patronymisch gebildeten englischen Familiennamen mit der Bedeutung „Sohn des Neil“ übernommen.

## Namensträger

### Vorname

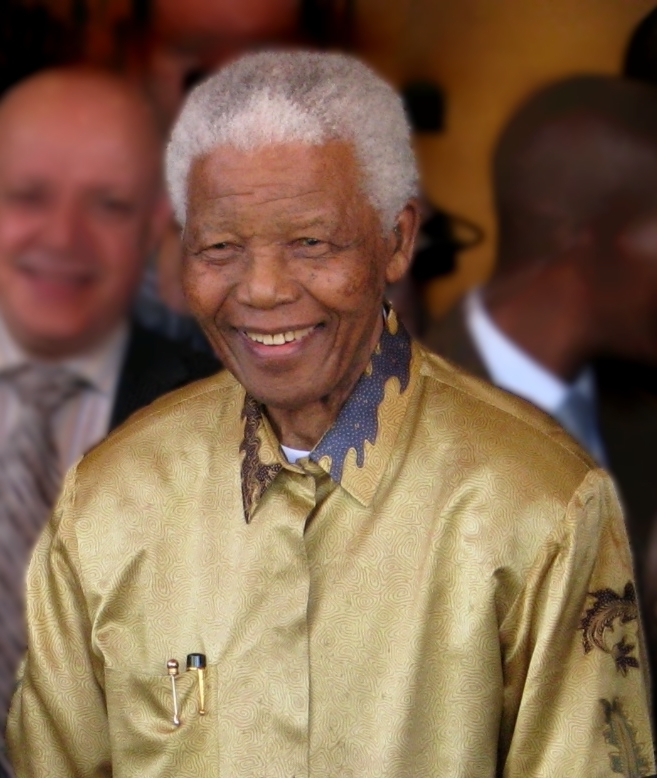
Nelson Mandela

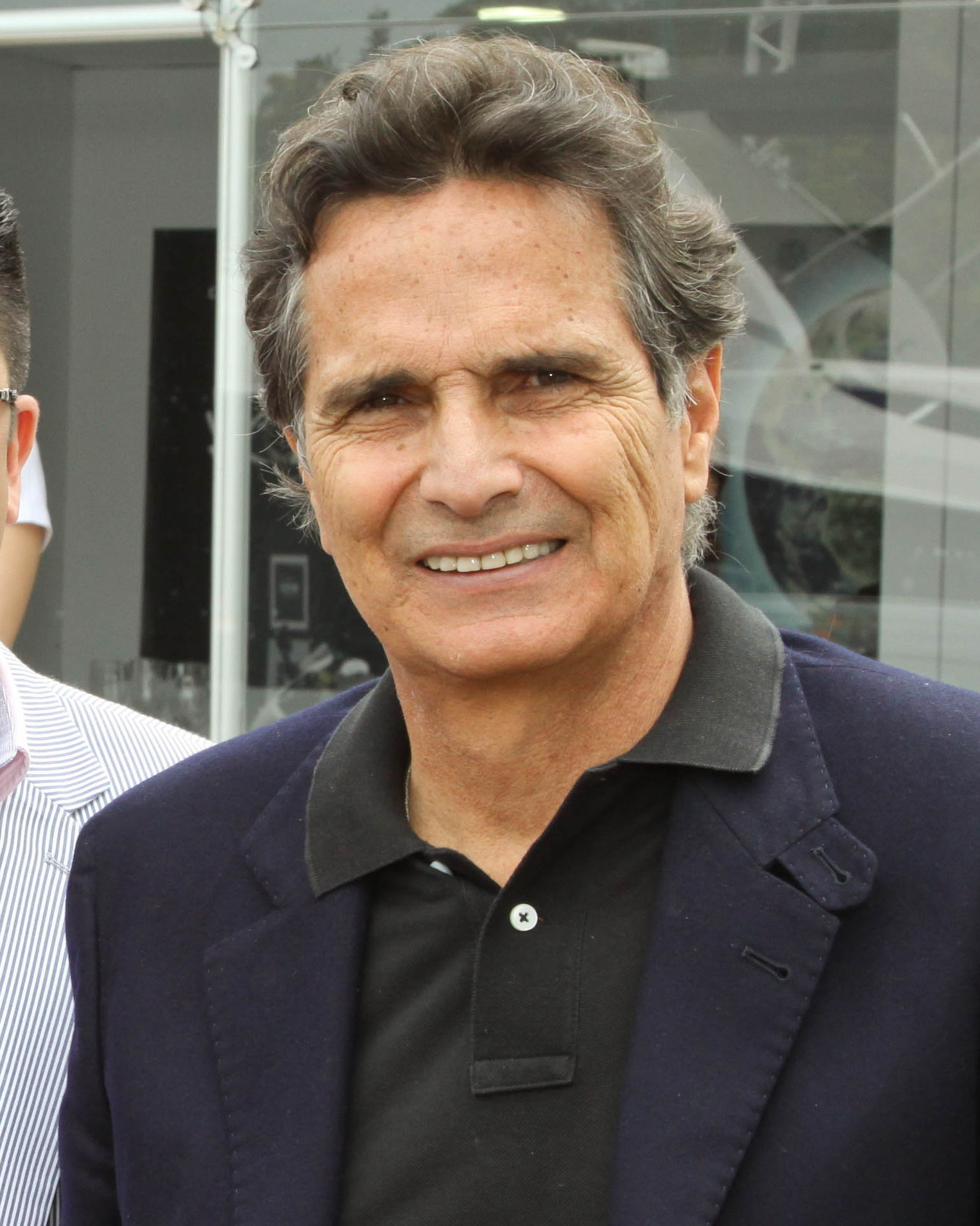
Nelson Piquet

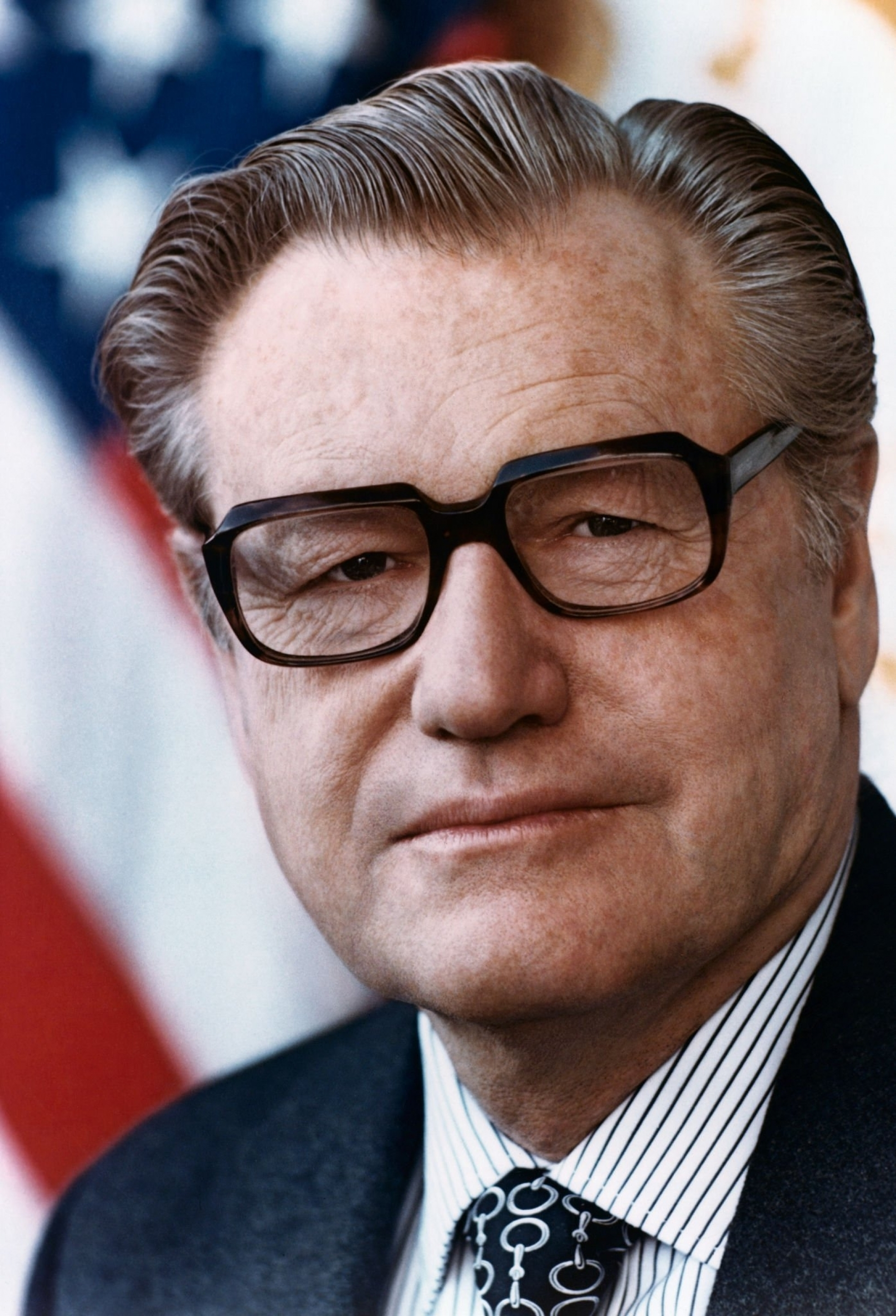
Nelson Rockefeller

- Nelson Abeijón (* 1973), uruguayischer Fußballspieler und -trainer
- Nelson Acosta (* 1944 oder 1953), uruguayisch-chilenischer Fußballspieler und Trainer
- Nelson Agholor (* 1993), US-amerikanischer American-Football-Spieler nigerianischer Herkunft
- Nelson Agresta (* 1955), uruguayischer Fußballspieler und -trainer
- Nelson W. Aldrich (1841–1915), US-amerikanischer Politiker
- Nelson Slade Bond (1908–2006), US-amerikanischer Schriftsteller
- Nelson Carmichael (* 1965), US-amerikanischer Freestyle-Skier
- Nelson Carrera (* 1961), portugiesischer Rock ’n’ Roll/Rockabilly-Musiker
- Nelson Chamisa (* 1978), simbabwischer Rechtsanwalt und Politiker
- Nelson Crispín (* 1992), kolumbianischer Schwimmer
- Nelson Gonçalves da Costa (* 1982), deutsch-portugiesischer Fußballspieler
- Nelson Dawidjan (1950–2016), sowjetischer Ringer
- Nelson DeMille (1943–2024), US-amerikanischer Schriftsteller
- Nelson Eddy (1901–1967), US-amerikanischer Bariton und Schauspieler
- Nelson Évora (* 1984), portugiesischer Leichtathlet
- Nelson Frazier (1971–2014), US-amerikanischer Wrestler
- Nelson Freire (1944–2021), brasilianischer Pianist
- Nelson George (* 1957), US-amerikanischer Autor, Musik- und Kulturkritiker, Film- und TV-Produzent sowie Fernsehregisseur
- Nelson Goodman (1906–1998), US-amerikanischer Philosoph
- Nelson Gutiérrez (* 1962), uruguayischer Fußballspieler
- Nelson Bunker Hunt (1926–2014), US-amerikanischer Unternehmer und Spekulant
- Nelson Lee (* 1975), kanadischer Schauspieler taiwanischer Herkunft
- Nelson Lizana (* 1970), chilenischer Fußballspieler
- Nelson Mandela (1918–2013), südafrikanischer Politiker und Anti-Apartheid-Kämpfer, Präsident von Südafrika (1994–1999)
- Nelson Mandela Mbouhom (* 1999), kamerunischer Fußballspieler
- Nelson Appleton Miles (1839–1925), US-amerikanischer Offizier
- Nelson Müller (* 1979), deutscher Koch, Gastronom und Sänger ghanaischer Herkunft
- Nélson Oliveira (* 1989), portugiesischer Straßenradrennfahrer
- Nélson Oliveira (* 1991), portugiesischer Fußballspieler
- Nelson Panciatici (* 1988), französischer Rennfahrer
- Nelson Pereira dos Santos (1928–2018), brasilianischer Filmregisseur, Drehbuchautor und Filmproduzent
- Nelson Jesus Perez (* 1961), US-amerikanischer Geistlicher, römisch-katholischer Erzbischof von Philadelphia
- Nelson Piquet (* 1952), brasilianischer Rennfahrer
- Nelson Piquet junior (* 1985), brasilianischer Rennfahrer
- Nelson Riddle (1921–1985), US-amerikanischer Arrangeur, Komponist und Bigband-Leader
- Nelson Rockefeller (1908–1979), US-amerikanischer Politiker
- Nélson Semedo (* 1993), portugiesischer Fußballspieler
- Nelson Valdez (* 1983), paraguayischer Fußballspieler
- Nelson Vivas (* 1969), argentinischer Fußballspieler und -trainer
- Nelson Weidemann (* 1999), deutscher Basketballspieler

Zweitname
- Richard Nelson Bolles (1927–2017), US-amerikanischer Sachbuchautor
- John Nelson Darby (1800–1882), britischer Theologe, Mitbegründer der Brüderbewegung
- Robert Nelson Jacobs (* 1954), US-amerikanischer Drehbuchautor
- Thomas Nelson Page (1853–1922), US-amerikanischer Diplomat und Schriftsteller
- Harry Nelson Pillsbury (1872–1906), US-amerikanischer Schachspieler
- Joseph Nelson Rose (1862–1928), US-amerikanischer Botaniker

### Künstlername
- Nélson Alexandre Gomes Pereira (genannt Nélson; * 1975), portugiesischer Fußballtorhüter

### Tiere
- Nelson, Kater